# الدیاس التاس
الدیاس التاس (به پرتغالی: Aldeias Altas) یک سکونتگاه مسکونی در برزیل است که در مارانیائو واقع شده‌است.